# Ilya Goroneskoul
 (juin 2025).
Motif : l'utilisateur qui a apposé ce bandeau n'a pas précisé le motif de la pose.
- Archive Wikiwix
- Bing
- Cairn
- DuckDuckGo
- E. Universalis
- Gallica
- Google
- G. Books
- G. News
- G. Scholar
- Persée
- Qwant
- (zh) Baidu
- (ru) Yandex
- (wd) trouver des œuvres sur Wikidata

| 1. | Préciser le motif de la pose du bandeau. | Précisez le motif de la pose du bandeau en utilisant la syntaxe suivante : {{admissibilité à vérifier\|date=juillet 2025\|motif=remplacez ce texte par le motif}}                     |
| 2. | Informer les utilisateurs concernés.     | Pensez à avertir le créateur de l'article, par exemple, en insérant le code ci-dessous sur sa page de discussion : {{subst:avertissement admissibilité à vérifier\|Ilya Goroneskoul}} |

Ilya Goroneskoul (né le 30 janvier 1976) est un golfeur professionnel français devenu entraîneur diplômé (DES). Vainqueur sur le Challenge Tour en 2005, il dirige aujourd’hui l’académie du Golf du Pic Saint-Loup (Hérault) et est membre de la PGA France.

## Biographie
Originaire de Montpellier, Ilya Goroneskoul passe professionnel en 1998 après un parcours amateur régional. Il évolue principalement sur le Challenge Tour et, plus ponctuellement, sur l'European Tour.

## Carrière de joueur
En 2005, il remporte l’Open des Volcans avec un score total de −13 et deux coups d’avance, sa seule victoire en tournoi classé. Le média national L'Équipe le référence parmi les joueurs français suivis sur les circuits européens.

## Carrière d’entraîneur
Après avoir obtenu le Diplôme d’Entraîneur Supérieur (DES), il rejoint le staff de l’Académie du golf de Mont Griffon, structure de formation francilienne citée par GolfStars, avant de créer sa propre académie au Golf du Pic Saint-Loup (Saint-Gély-du-Fesc). Il est inscrit à la PGA France depuis 1999 (classe AA).

## Philosophie pédagogique
Ilya Goroneskoul développe une approche globale (technique, physique, mental, stratégie) articulée autour de « cinq moteurs », détaillée dans la série vidéo Coachs & Drills produite par la FFGolf. Il développe une pédagogie fondée sur l'adaptation au profil individuel du joueur grâce à l'approche globale.
Le « course management » comme facteur de performance .

## Palmarès professionnel
- 1999 : devient joueur professionnel, classé 8ème PGA France, fini 3ème Mémorial Olalainty

- 2000 : 7ème au Championnat de France, 14ème à l'Open du Kenya

- 2002 : 23ème à l'Open de Madeira, 3ème à l'Open d'Autriche, 4ème au Challenge de France, 4ème à l'Open de Finlande

- 2003 : 13ème Français au plan National, Ilya accède au circuit Challenge Tour et au circuit European Tour, 6ème à lOpen du Guatemala, 20ème à l'Open des Pays Bas, 2ème à l'Open de Bordeaux, 37ème à l'Open de France et 11ème à l'Open de Finlande

- 2005 : 1er à l'Open des Volcans, Challenge Tour